# 9834 Kirsanov
9834 Kirsanov eller 1982 TS1 är en asteroid i huvudbältet som upptäcktes den 14 oktober 1982 av den rysk-sovjetiska astronomen Ljudmila Karatjkina vid Krims astrofysiska observatorium på Krim. Den är uppkallad efter den ukrainsk-sovjetiske (Odessa) poeten och krigskorrespondenten Semjon Kirsanov.
Asteroiden har en diameter på ungefär tolv kilometer och tillhör asteroidgruppen Eos.